# نائوکی کوبایاشی
نائوکی کوبایاشی (انگلیسی: Naoki Kobayashi؛ زادهٔ ۱۰ نوامبر ۱۹۸۴) بازیگر، و رقصنده اهل ژاپن است. وی از سال ۲۰۱۰ میلادی تاکنون مشغول فعالیت بوده‌است.
از فیلم‌ها یا برنامه‌های تلویزیونی که وی در آن نقش داشته‌است می‌توان به پرنده زلزله اشاره کرد.